# Husein Mujić
Hfz. Husein ef. Mujić (Gračanica, 1918. – Tuzla, 27. prosinca 1993),[nedostaje izvor] bošnjački je teolog, deseti po redu reis-ul-ulema u razdoblju SFR Jugoslavije.

## Životopis
Husein ef. Mujić je rođen 1918. godine u Gornjoj Orahovici kod Gračanice. Medresu je u Gračanici a potom Behram-begovu medresu u Tuzli. U vrijeme školovanja u 1936. godine završio je i hifz pred poznatim hfz. Ahmed ef. Redžebašićem. Studije arapskog jezika i književnosti završio je izvanredno, na Filološkom fakultetu Sveučilišta u Beogradu 1980. godine.
U Islamskoj zajednici radi od 1938., prvo kao imam i vjeroučitelj u Zvorniku, zatim u Srednjoj Zelinji kod Gradačca, zatim Gračanici. Godine 1960. izabran je za glavnog imama tuzlanske oblasti a 15 godina poslije postaje muftija tuzlanski. S te funkcije je izabran za reis-ul-ulemu, a menšura mu je predata, po njegovoj želji, 11. prosinca 1987. godine u beogradskoj Bajrakli džamiji. To je po drugi put u povijesti predavanja menšure da se službena promocija obavlja van Sarajeva. Prvi put je to urađeno 1930. godine kada je menšura predavana reis-ul-ulemi Ibrahim ef. Maglajliću koja je također obavljena u Beogradu.
Pritisnut događajima u Islamskoj zajednici, s položaja reis-ul-uleme povukao se nakon dvije godine, koncem 1989. godine. Bio je redoviti član kako republičkih tako i saveznih organa Islamske zajednice, aktivni sudionik Narodnog fronta i Socijalističkog saveza, nekoliko godina predsjednik Udruge ilmijje, a tri godine i odgovorni urednik "Preporoda", tadašnje glasilo ove udruge.

## Vanjske povezice
- Ko su bili poglavari Islamske zajednice u BiH